# Myctophum nitidulum
Myctophum nitidulum är en fiskart som beskrevs av Garman, 1899. Myctophum nitidulum ingår i släktet Myctophum och familjen prickfiskar. Inga underarter finns listade i Catalogue of Life.